# Ingrid Lafforgue
Ingrid Lafforgue nació el 5 de noviembre de 1948 en Luchon (Francia), es una esquiadora retirada que ganó 1 Campeonato del Mundo (2 Medallas en total), 1 Copa del Mundo en disciplina de Eslalon y 6 victorias en la Copa del Mundo de Esquí Alpino (con un total de 12 podiums).
Tiene una hermana gemela, Britt que también fue una esquiadora de gran nivel, que obtuvo grandes resultados en la Copa del Mundo.

## Resultados

### Campeonatos Mundiales
- 1970 en Val Gardena, Italia
  - Eslalon: 1.ª
  - Eslalon Gigante: 2.ª

### Copa del Mundo

#### Clasificación general Copa del Mundo
- 1968-1969: 5.ª
- 1969-1970: 4.ª

#### Clasificación por disciplinas (Top-10)
- 1968-1969:
  - Eslalon: 3.ª
  - Eslalon Gigante: 8.ª
- 1969-1970:
  - Eslalon: 1.ª
  - Eslalon Gigante: 5.ª

#### Victorias en la Copa del Mundo (6)

##### Eslalon Gigante (1)
| Fecha               | Lugar |
| ------------------- | ----- |
| 12 de marzo de 1970 | Voss  |

##### Eslalon (5)
| Fecha                 | Lugar        |
| --------------------- | ------------ |
| 23 de enero de 1969   | St. Gervais  |
| 13 de enero de 1970   | Bad Gastein  |
| 2 de febrero de 1970  | Abetone      |
| 22 de febrero de 1970 | Jackson Hole |
| 1 de marzo de 1970    | Vancouver    |